# Acanthocinus henschi
Acanthocinus henschi là một loài bọ cánh cứng trong họ Cerambycidae.